# Calotelea affinis
Calotelea affinis är en stekelart som beskrevs av Mikhail Vasilievich Kozlov och Kononova 1989. Calotelea affinis ingår i släktet Calotelea och familjen Scelionidae. Inga underarter finns listade.